# محمد التابعی (بازیکن فوتبال)
محمد التابعی (انگلیسی: El-Sayed El-Dhizui; ۱۴ سپتامبر ۱۹۲۶ – ۲۴ دسامبر ۱۹۹۱) یک بازیکن فوتبال اهل مصر بود.

## باشگاهی
از باشگاه‌هایی که در آن بازی کرده‌است می‌توان به باشگاه فوتبال المصری، و باشگاه ورزشی الاهلی مصر اشاره کرد.